# بيمبو
بيمبو (بالفرنسية: Bimbo)‏ هي مدينة، في جمهورية أفريقيا الوسطى، تقع في أومبلامبوكو ، وهي عاصمتها، بلغ عدد سكانها 124,176 نسمة.

## المناخ
يظهر الجدول التالي التغييرات المناخية على مدار السنة لبيمبو:
| البيانات المناخية لـبيمبو                   | البيانات المناخية لـبيمبو | البيانات المناخية لـبيمبو | البيانات المناخية لـبيمبو | البيانات المناخية لـبيمبو | البيانات المناخية لـبيمبو | البيانات المناخية لـبيمبو | البيانات المناخية لـبيمبو | البيانات المناخية لـبيمبو | البيانات المناخية لـبيمبو | البيانات المناخية لـبيمبو | البيانات المناخية لـبيمبو | البيانات المناخية لـبيمبو | البيانات المناخية لـبيمبو |
| الشهر                                       | يناير                     | فبراير                    | مارس                      | أبريل                     | مايو                      | يونيو                     | يوليو                     | أغسطس                     | سبتمبر                    | أكتوبر                    | نوفمبر                    | ديسمبر                    | المعدل السنوي             |
| ------------------------------------------- | ------------------------- | ------------------------- | ------------------------- | ------------------------- | ------------------------- | ------------------------- | ------------------------- | ------------------------- | ------------------------- | ------------------------- | ------------------------- | ------------------------- | ------------------------- |
| الدرجة القصوى °م (°ف)                       | 39 (102)                  | 44 (111)                  | 42 (108)                  | 40 (104)                  | 39 (102)                  | 39 (102)                  | 40 (104)                  | 38 (100)                  | 40 (104)                  | 38 (100)                  | 41 (106)                  | 39 (102)                  | 44 (111)                  |
| متوسط درجة الحرارة الكبرى °م (°ف)           | 31.8 (89.2)               | 33.4 (92.1)               | 32.8 (91.0)               | 32.2 (90.0)               | 31.5 (88.7)               | 30.2 (86.4)               | 30 (86)                   | 29.7 (85.5)               | 30.2 (86.4)               | 30.5 (86.9)               | 30.8 (87.4)               | 31.2 (88.2)               | 31.2 (88.1)               |
| المتوسط اليومي °م (°ف)                      | 25.2 (77.4)               | 26.4 (79.5)               | 26.7 (80.1)               | 26.6 (79.9)               | 26.2 (79.2)               | 25.3 (77.5)               | 25 (77)                   | 24.9 (76.8)               | 25.1 (77.2)               | 25.3 (77.5)               | 25.1 (77.2)               | 24.6 (76.3)               | 25.5 (78.0)               |
| متوسط درجة الحرارة الصغرى °م (°ف)           | 18.6 (65.5)               | 19.5 (67.1)               | 20.7 (69.3)               | 21 (70)                   | 20.9 (69.6)               | 20.4 (68.7)               | 20 (68)                   | 20.2 (68.4)               | 20 (68)                   | 20.1 (68.2)               | 19.5 (67.1)               | 18.1 (64.6)               | 19.9 (67.9)               |
| أدنى درجة حرارة °م (°ف)                     | 3 (37)                    | 8 (46)                    | 13 (55)                   | 5 (41)                    | 11 (52)                   | 16 (61)                   | 12 (54)                   | 8 (46)                    | 10 (50)                   | 11 (52)                   | 12 (54)                   | 10 (50)                   | 3 (37)                    |
| الهطول مم (إنش)                             | 22 (0.9)                  | 41 (1.6)                  | 107 (4.2)                 | 124 (4.9)                 | 169 (6.7)                 | 151 (5.9)                 | 193 (7.6)                 | 229 (9.0)                 | 191 (7.5)                 | 195 (7.7)                 | 94 (3.7)                  | 32 (1.3)                  | 1٬548 (61)                |
| المصدر #1: Climate-Data.org, altitude: 365m |                           |                           |                           |                           |                           |                           |                           |                           |                           |                           |                           |                           |                           |
| المصدر #2: Voodoo Skies for records         |                           |                           |                           |                           |                           |                           |                           |                           |                           |                           |                           |                           |                           |

## مدن توأم
المدن التوأم:
- بيجل (بلدية فرنسية).

## أعلام
- رومين ساتو
- ألفرد يكاتوم
- مايكل موكونغو
- أوديس داغولو